# Notoplax hirta
Notoplax hirta är en blötdjursart som först beskrevs av Thiele 1909.  Notoplax hirta ingår i släktet Notoplax och familjen Acanthochitonidae. Inga underarter finns listade i Catalogue of Life.